# Операция «Азалия»
Опера́ция «Аза́лия» — экспедиция, организованная Францией с участием её вооруженных сил и спецназа, которая была проведена в 1995 году с целью свержения временного правительства Комор, возглавляемого и приведённого к власти знаменитым французским наемником Бобом Денаром.

## Государственный переворот
Четвёртый коморский переворот Денара, который он назвал операцией «Кашкари», произошёл 28 сентября 1995 года. Денар и 33 наёмника пришвартовали свой корабль «Вулкан» в гавани Морони и вторглись в город, силой убрав представителей официального правительства, прежде чем плохо оснащенная армия узнала об этом. Захватчики прятались на своём корабле более месяца, и по прибытии в город их встретили фургоны, предоставленные родственниками бывшего президента Ахмеда Абдаллы.
Как и в прошлом, французские власти были заранее уведомлены о готовящемся перевороте. Однако, в отличие от предыдущих переворотов, французское правительство выступило против наёмников и осудило Денара. Зная об этом, Денар в первую очередь стремился предотвратить возможный контрпереворот. Помимо мер политического умиротворения, таких как создание гражданского правительства, Денар попытался реинтегрировать президентскую гвардию численностью 500 человек, которую он возглавлял после второго государственного переворота (1978—1989 гг.). Популярный в начале 1980-х годов Денар за пять дней мобилизовал 300 своих сторонников. Отряд был развернут вокруг портов и аэропортов, где засады с пистолетами-пулемётами против французских захватчиков были наиболее эффективны.

## Ответная реакция
Франция знала о перевороте заранее, но воздерживалась от принятия мер до тех пор, пока он не произошёл. Когда стало известно о перевороте, французское правительство осудило Денара и его наемников. Осознав ситуацию, сложившуюся на острове, французы не стали использовать своё подавляющее численное превосходство и передали управление командованию специальных операций. В итоге 400 морских пехотинцев и 200 специалистов по специальным операциям переплыли Индийский океан на патрульных катерах и фрегатах, оснащённых вертолётами и превосходным материально-техническим обеспечением.

## Азалия
Высадившись на берег в 23:00 3 октября, оперативная группа Национальной жандармерии немедленно попыталась внушить страх альянсу наёмников и коморских мятежников. Французам без особых проблем удалось захватить оба аэропорта, французское посольство и судно «Вулкан», захватив в плен многих сторонников Денара. Французские войска превосходили силы Денара численностью и вооружением. Хотя в прошлом небольшим силам обороняющихся удавалось отразить нападение, обычно это предполагало какое-то конкретное преимущество в разведке, подготовке или партизанской тактике. Специальные силы окружили французских наёмников в казармах утром 5 октября, и Денар был арестован в 15:00 и доставлен самолётом в парижскую тюрьму. Президент Саид Мохаммед Джохар, который содержался в плену в казармах, был доставлен самолётом в Реюньон для оказания медицинской помощи. Сообщений о жертвах не поступало.
Во время операции «Азалия» погибли 4 коморца, 9 человек были ранены.